# Parathesis sessilifolia
Parathesis sessilifolia är en viveväxtart som beskrevs av J. D. Smith. Parathesis sessilifolia ingår i släktet Parathesis och familjen viveväxter. Inga underarter finns listade i Catalogue of Life.